# Solrad 8
Le satellite SOLRAD 8 faisait partie du programme SOLRAD (Solar Radiation : rayonnement solaire) lancé en 1960 pour fournir une couverture continue du rayonnement solaire avec un ensemble de photomètres standard. SOLRAD 8 est stabilisé par rotation avec son axe de rotation perpendiculaire à la ligne soleil-satellite, de sorte que les 14 photomètres à rayons X solaires et ultraviolets soient dirigés radialement vers l'extérieur à partir de sa ceinture équatoriale vus du soleil à chaque révolution. Les données étaient transmises en temps réel au moyen du système de télémétrie FM/AM et étaient enregistrées par les stations du réseau de poursuite STADAN.
Le satellite a observé l'éclipse solaire du 20 mai 1966. Cette observation a peut-être été la première observation d'une éclipse de soleil par un satellite artificiel.
Le satellite a fonctionné normalement, à l’exception du système de rotation, qui n’a pas réussi à maintenir une vitesse de rotation de 60 tr/min (à des vitesses de rotation inférieures à 10 tr/min, la réduction des données est devenue difficile). La vitesse de rotation a progressivement diminué à 4 tr/min le 12 septembre 1966. À ce moment-là, la commande au sol a réussi à réactiver la rotation à 78 tr/min, ce qui a épuisé l'alimentation en gaz. À partir de ce moment, la vitesse de rotation a progressivement diminué pour atteindre 10 tr/min en août 1967 et la collecte de données a été considérablement réduite.